# Laimjala (gemeente)
Laimjala (Estisch: Laimjala vald) is een voormalige gemeente in de Estlandse provincie Saaremaa. De gemeente lag in de zuidoosthoek van het eiland Saaremaa, telde 686 inwoners (1 januari 2017) en had een oppervlakte van 117 km². In oktober 2017 werd Laimjala bij de fusiegemeente Saaremaa gevoegd.
Laimjala telde 24 dorpen, waarvan het bestuurscentrum Laimjala en Käo de grootste waren.

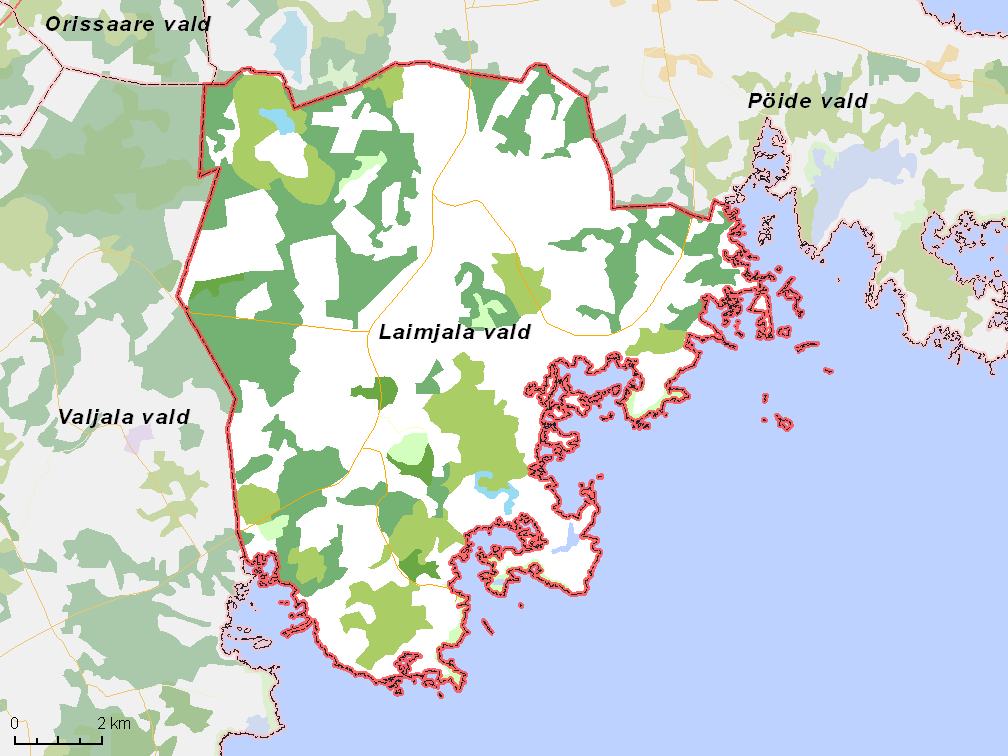
De gemeente met omliggende gemeenten, situatie begin 2017

## Plaatsen
De 24 dorpen waren: Aaviku, Asva, Audla, Jõe, Kahtla, Käo, Kapra, Kingli, Kõiguste, Laheküla, Laimjala, Mägi-Kurdla, Mustla, Nõmme, Pahavalla, Paju-Kurdla, Randvere, Rannaküla, Ridala, Ruhve, Saareküla, Saaremetsa, Üüvere en Viltina.